# イライジャ・コールマン・ブリッジマン

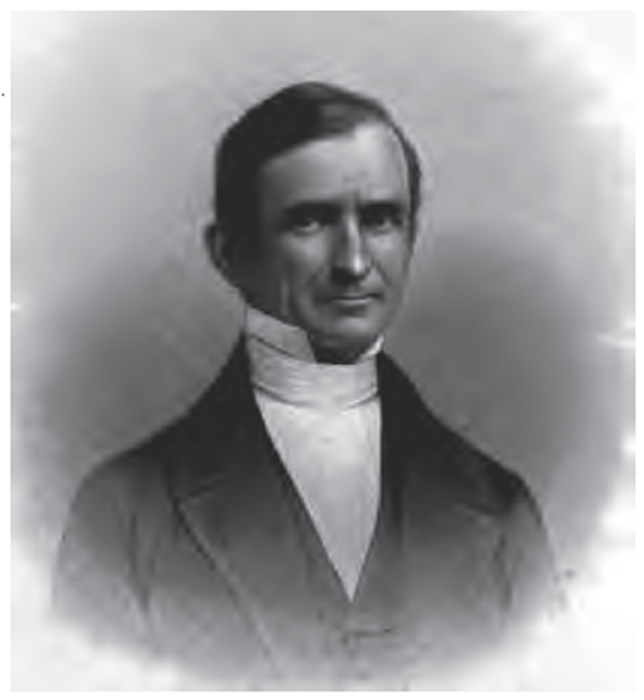

イライジャ・コールマン・ブリッジマン（Elijah Coleman Bridgman, 1801年4月22日 - 1861年11月2日）は、アメリカ合衆国の会衆派教会の牧師で、アメリカン・ボードの宣教師として中国に派遣された。ブリッジマンは、はじめて中国に赴任したアメリカ合衆国のプロテスタントの宣教師であった。聖書の翻訳のほか、英語の月刊誌『チャイニーズ・リポジトリ』を創刊し、また中国語（漢文）でアメリカ合衆国を紹介した書物は、魏源の『海国図志』などに引用されているほか、日本にも輸入されて箕作阮甫によって『聯邦志略』の題で出版され、中国人だけでなく日本人がアメリカ合衆国を理解するためにも貢献した。
中国名は裨治文(Bì Zhìwén)。

## 生涯
ブリッジマンはマサチューセッツ州ベルチャータウンに生まれた。1826年にアマースト大学を卒業したのちにアンドーヴァー神学校にはいり、1829年に卒業した。同年アメリカン・ボードの宣教師になり、同年牧師按手を受けた。当時、イギリス人の宣教師ロバート・モリソンとアメリカ人の貿易商人デビッド・オリファントがアメリカン・ボードに対して中国宣教師を派遣するように求めていたため、ブリッジマンはその年のうちに中国へ赴任することになった。1830年1月にマカオ、2月に広州に到着した。
ブリッジマンは広州で1832年に英語の月刊誌『チャイニーズ・リポジトリ』を創刊し、中国の時事・文化や、宣教師の活動を紹介した。
1834年にモリソンが没すると、その子のジョン・ロバート・モリソン、メドハースト、ギュツラフとともにモリソン訳の聖書の改訂にたずさわった。また、ジョン・ロバート・モリソンらとともにモリソン教育会を設立し、1839年にモリソン記念学校がマカオに開校した。ブリッジマンは1845年にモリソン教育会の会長に就任した。しかし、1847年にブリッジマンが上海に移住したためにモリソン教育会と記念学校は立ち消えになった。
ブリッジマンはイライザ・ジェーン・ジレットと結婚した。イライザは上海に女学校「裨文女塾」を開いた。
1844年、清とアメリカが望厦条約を結ぶにあたって、ブリッジマンはピーター・パーカーとともにケイレブ・クッシングの通訳をつとめた。
1843年に聖書の改訂委員会が作られると、ブリッジマンも委員となり、翻訳に貢献した。しかし翻訳方針をめぐってイギリス側とアメリカ側で対立が生じ、ブリッジマンはアメリカ長老派のマイケル・カルバートソンらと協力して、委員会の訳とは別の独自の聖書の翻訳を作った。ブリッジマン等による翻訳は1863年にアメリカ聖書協会から出版されたが、ブリッジマンは1861年に、カルバートソンは1862年に没したため、2人とも出版された聖書を見ることはできなかった。ブリッジマン・カルバートソン訳は明治時代に訓点をつけて日本でも出版された。
1852年に病気療養のためにアメリカに一時帰国した。1853年5月3日に上海に戻った。
1858年に王立アジア協会北中国支部が上海に成立した。ブリッジマンはその創立にかかわり、初代会長に就任した。
1861年に赤痢に罹患して、上海で死亡した。

## 主な著書
1838年、中国語でアメリカ合衆国を紹介する『美理哥合省国志略』をシンガポールで出版した。魏源の『海国図志』はこの書物の大きな影響を受けており、「美理哥国志畧曰」として引用した箇所が多数にのぼる。この書物は題・内容・印刷所を変えながら何度か再版された。1861年に上海で印刷された『大美聯邦志略』が日本の箕作阮甫によって訓点をつけて出版された。しかし、箕作阮甫の版ではキリスト教に関係する部分が削除されているという。
また、ブリッジマンは1841年に広東語の分類表現集を編纂した。
- Chinese Chrestomathy in the Canton Dialect. Macao. (1841)

## 栄誉
ブリッジマンは1840年にニューヨーク大学から名誉神学博士を贈られた。